# زاهره لمپرت
زاهره لمپرت (به انگلیسی: Zohra Lampert) (زاده ۱۳ می ۱۹۳۷) بازیگر آمریکایی است.
از نقش‌هایش می‌توان به بازی در فیلم‌های شکوه علفزار، یک دیوانگی خوب و استنلی و ایریس اشاره کرد.